# Last Free Swans!
Last Free Swans! je debutové album pražské skupiny Toyen z roku 1992.

## Seznam skladeb
1. The Flowers Inside
2. Puppet Show
3. Last Free Swans!
4. Don't Turn Away
5. Perfect Person
6. Y
7. Skočím jen jednou
8. Freight Train
9. Falling Higher
10. I'm Rolling